# 1224
| [ Edytuj tabelę ]                          |                                                                                  |
| Książę Małopolski                          | - 1211 Leszek Biały 1227                                                         |
| Książę Wielkopolski                        | - 1202 Władysław III Laskonogi 1229                                              |
| Król Angkoru                               | - 1218 Indrawarman II 1244                                                       |
| Król Anglii                                | - 1216 Henryk III 1272                                                           |
| Król Aragonii i Walencji, hrabia Barcelony | - 1213 Jakub I Zdobywca 1276                                                     |
| Książę Bawarii                             | - 1183 Ludwik I 1231                                                             |
| Margrabia Brandenburgii                    | - 1220 Otto III 1267                                                             |
| Książę Burgundii                           | - 1218 Hugo IV 1272                                                              |
| Cesarz Bizancjum                           | - 1222 Jan III Dukas Watatzes 1254                                               |
| Car Bułgarii                               | - 1218 Iwan Asen II 1241                                                         |
| Cesarz Chin                                | - 1194 Song Ningzong 1224 - 1224 Song Lizong 1264                                |
| Król Cypru                                 | - 1218 Henryk I 1253                                                             |
| Król Czech                                 | - 1198 Przemysł Ottokar I 1230                                                   |
| Król Danii                                 | - 1202 Waldemar II Zwycięski 1241                                                |
| Władca Egiptu                              | - 1218 Al-Kamil 1238                                                             |
| Cesarz Etiopii                             | - 1189 Gebre Meskel 1229                                                         |
| Król Francji                               | - 1223 Ludwik VIII Lew 1226                                                      |
| Król Gruzji                                | - 1223 Rusudan 1245                                                              |
| Hrabia Holandii                            | - 1222 Floris IV Holenderski 1234                                                |
| Cesarz Japonii                             | - 1221 Go-Horikawa 1232                                                          |
| Kalif                                      | - 1180 An-Nasir 1225                                                             |
| Król Kastylii                              | - 1217 Ferdynand III Święty 1252                                                 |
| Patriarcha Konstantynopola                 | - 1222 German II 1240                                                            |
| Władca Korei                               | - 1213 Kojong 1259                                                               |
| Król Leónu                                 | - 1188 Alfons IX 1230                                                            |
| Książę Litwy                               | - 1219 Dowsprunk 1238                                                            |
| Cesarz Łaciński                            | - 1217 Robert de Courtenay 1228                                                  |
| Kalif Maroka                               | - 1213 Abu Jusuf II 1224 - 1224 Abd al-Wahid I 1224 - 1224 Abdullah al-Adil 1227 |
| Król Nawarry                               | - 1194 Sanczo VII 1234                                                           |
| Król Norwegii                              | - 1217 Haakon IV Stary 1263                                                      |
| Hrabia Palatynatu                          | - 1214 Ludwik I Wittelsbach 1227                                                 |
| Papież                                     | - 1216 Honoriusz III 1227                                                        |
| Król Portugalii                            | - 1223 Sancho II 1248                                                            |
| Sułtan Rumu                                | - 1220 Kajkubad I 1237                                                           |
| Książę Rusi halickiej                      | - 1221 Mścisław II Udały 1227                                                    |
| Cesarz Rzymski (niemiecki)                 | - 1220 Fryderyk II 1250                                                          |
| Książę Saksonii                            | - 1212 Albrecht I 1260                                                           |
| Król Serbii                                | - 1217 Stefan Nemanicz 1228                                                      |
| Król Singasari                             | - 1222 Ken Angrok 1227                                                           |
| Król Szkocji                               | - 1214 Aleksander II 1249                                                        |
| Król Szwecji                               | - 1222 Eryk XI Eriksson 1229                                                     |
| Doża Wenecji                               | - 1205 Pietro Ziani 1229                                                         |
| Król Węgier                                | - 1205 Andrzej II 1235                                                           |
| Wielki mistrz zakonu krzyżackiego          | - 1209 Hermann von Salza 1239                                                    |

Rok 1224 / MCCXXIV
stulecia: XII wiek ~
XIII wiek ~
XIV wiek

lata: 1214 «
1219 «
1220 «
1221 «
1222 «
1223 «
1224
» 1225
» 1226
» 1227
» 1228
» 1229
» 1234

## Wydarzenia na świecie
- Marzec – jeszcze przed nawiązaniem rozmów z Konradem mazowieckim cesarz Fryderyk II wydał w Katanii na Sycylii manifest dotyczący krajów nadbałtyckich, a więc także i Prus. Mistrz zakonu krzyżackiego Hermann von Salza uczestniczył w przygotowywaniu tego aktu i wywierał bezpośredni wpływ na jego treść. Cesarz obiecywał narodom bałtyckim opiekę pod warunkiem nawrócenia się na chrześcijaństwo, przyrzekał im równe prawa z innymi poddanymi i jednocześnie uwalniał je od zależności wobec jakichkolwiek innych książąt czy królów. Oznaczało to ogłoszenie zasady zwierzchnictwa cesarskiego nad krajami bałtyckimi.
- 5 czerwca – cesarz Fryderyk II założył uniwersytet w Neapolu.
- Wygnano ostatnich Arabów z Sycylii.
- Święty Franciszek z Asyżu otrzymał na La Vernii stygmaty.
- Teodor Angelos, książę Epiru zdobył zajęte przez Łacinników Saloniki i koronował się na króla[1].

## Urodzili się
- 20 marca – Zofia z Turyngii, księżna Brabancji (zm. 1275)
- 14 czerwca – Matylda z Brabant, hrabina Artois (zm. 1288)
- Alice de Lusignan, hrabina Surrey (zm. 1256)
- Herman I, niemiecki szlachcic i rycerz (zm. 1290)
- Hōjō Tsunetoki, japoński regent (shikken) (zm. 1246)
- Błogosławiona Izabela, francuska księżniczka i zakonnica (zm. 1270)
- Jean de Joinville, francuski historyk i pisarz (zm. 1317)
- Kanezawa Sanetoki, japoński szlachcic (zm. 1276)
- Margery de Burgh, normańska szlachcianka (zm. 1252)
- Maud de Braose, angielska szlachcianka (zm. 1301)
- Przybysław, niemiecki szlachcic i rycerz, syn Henryka Borwina II (zm. 1275)
- Teruko, japońska księżniczka i cesarzowa (zm. 1262)
- Theobald Butler, naczelny gubernator normański (zm. 1248)
- Wilhelm III de Dampierre, francuski szlachcic i rycerz (zm. 1251)
  - data przypuszczalna lub sporna:
- (1224 lub 1234) 5 marca – Święta Kinga (Kunegunda), córka króla Węgier Beli IV (zm. 1292)
- Innocenty V, papież w 1276 r. (zm. 1276)
- Helena Asen, cesarzowa Nicei (zm. 1258)

## Zmarli
- 24 czerwca – Antoni Dymski, święty mnich prawosławny (ur. ok. 1157)
- 30 czerwca – Święty Adolf z Osnabrück, święty katolicki, biskup (ur. ok. 1185)
- 1 lipca – Yoshitoki Hōjō, drugi z dziewięciu regentów (shikkenów) z rodu Hōjō (ur. 1163)
- 21 lipca – Gregorio Gualgano, włoski kardynał (ur. ?)
- 30 lipca – Andrzej, czeski duchowny katolicki, biskup praski od 1214 r. (ur. ?)
- 25 sierpnia – Leone Brancaleone, włoski kardynał (ur. ?)
- Abd al-Wahid I, kalif Maroka (ur. ?)
- Abu Jusuf II, kalif Maroka (ur. 1197)
- Durand z Huesca, hiszpański teolog i kaznodzieja (ur. ok. 1160)